# Deir al-Ghusoun
Deir al-Ghusoun, ook Dayr al-Ghusoun of Deir al-Ghusun (دير الغصون) is een Palestijnse plaats in het noorden van de Westelijke Jordaanoever. Het ligt op acht km ten noordoosten van de stad Toelkarem. Het ligt in de buurt van de groene lijn (grens tussen Israël en de Westelijke Jordaanoever.
In 2007 had de plaats 8242 inwoners.

## Geboren in Deir al-Ghusoun
- Salam Fayyad, econoom
- Izzat al-Ghazzawi, auteur